# مينيميروس كاتاتوس
مينيميروس كاتاتوس هو نوع من العناكب الذي يعيش في المغرب. تم إكتشافه في عام 1999.